# Andreu Buenafuente

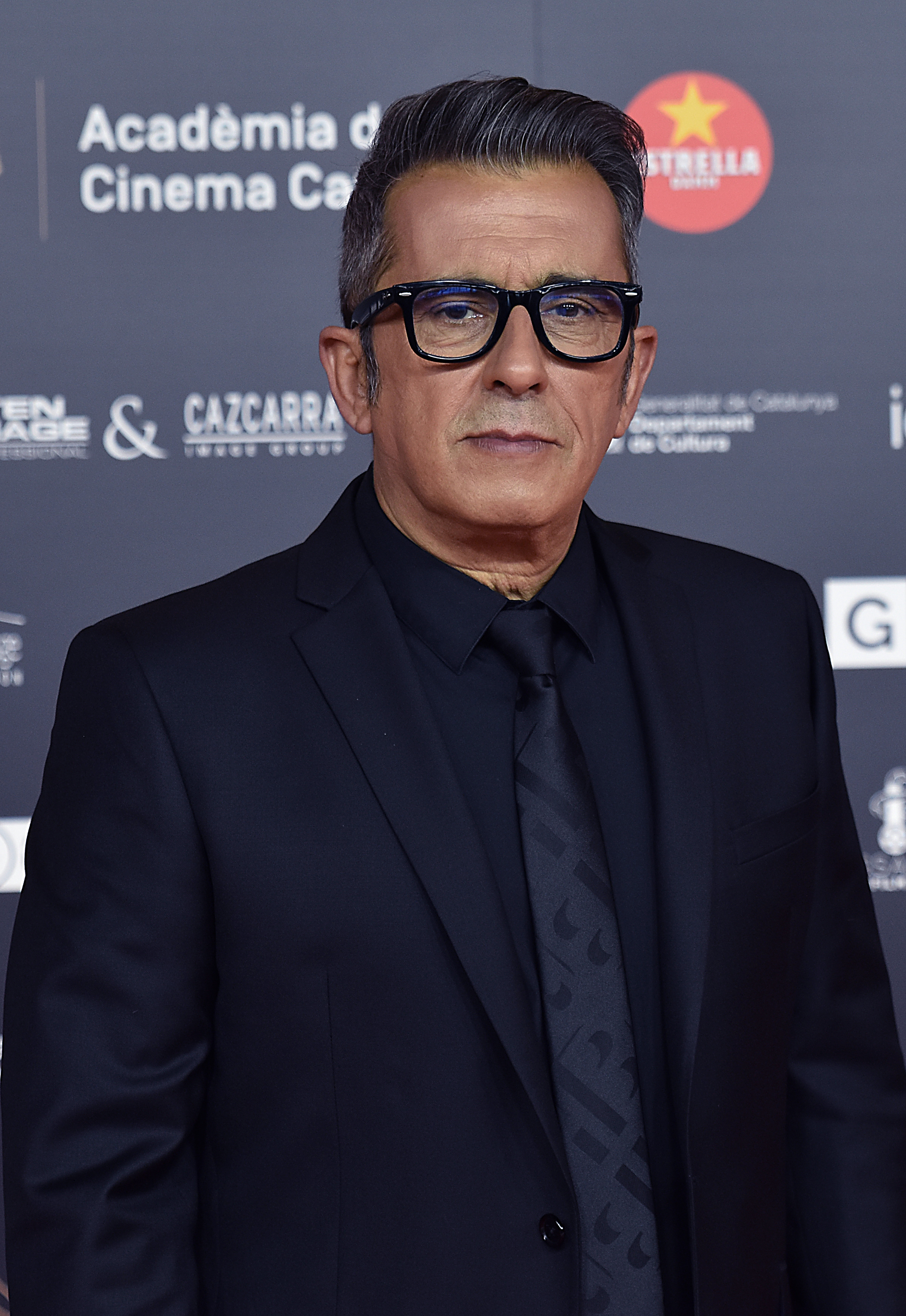
Andreu Buenafuente (2021)

Andreu Buenafuente Moreno (* 24. Januar 1965 in Reus, Katalonien, Spanien) ist ein spanischer Komiker, Fernsehmoderator und Produzent.

## Leben

### Radio
Er begann mit 17 Jahren als Sportjournalist für den Sender Cadena de Ondas Populares Españolas (COPE) zu arbeiten. 1989 präsentierte er mit El Terrat ein eigenes Programm beim katalanischen Radiosender der Cadena SER. Um seine eigenen Mitarbeiter anstellen zu können, gründete er die Produktionsfirma El Terrat, die Produktionen für „Fernsehen, Radio, Werbung und Kybernautik“ gewidmet ist.

### Fernsehen
Seine ersten Fernsehauftritte absolvierte Buenafuente im ersten katalanischen Fernsehsender TV3 und später in Sendungen auf Antena 3. Weitere Erfolge waren Sense Títol (Ohne Titel) und die Late-Night-Show La Cosa Nostra (Unsere Sache). Nach seinem von Gerüchten und Polemiken begleiteten Ausscheiden startete er im Oktober 2002 eine neue Sendung mit ähnlichem Inhalt, aber anderem Format, wiederum auf TV3: Una Altra Cosa (Eine andere Sache).
Als im Juni 2004 das Programm auslief, nahm Buenafuente das Angebot an, bei Antena 3 landesweit ausgestrahlt zu werden. Die Sendung sollte eine ähnliche Linie verfolgen wie Una Altra Cosa.
Am 11. Januar 2005 lief die neue Show Buenafuente zum ersten Mal. Die Zuschauerzahlen überstiegen bereits in den ersten Monaten die Erwartungen. Als nach zwei Jahren der Erfolg nachließ, wurde die Sendung mit dem 28. Juni 2007 eingestellt.
Nur einen Monat später, am 26. Juli, kündigte Buenafuente an, dass Buenafuente nun zum Fernsehsender La Sexta wechseln würde. Am 17. September um 0 Uhr wurde die erste Folge ausgestrahlt.

### Theater
Buenafuente hat verschiedene Bühnenstücke produziert, unter anderem Ustedes se preguntarán cómo he llegado hasta aquí (gemeinsam mit Santi Millán und mit Paz Padilla als Hauptdarstellerin), 20 anys i una nit (20 Jahre und eine Nacht, mit Nina) und Sotinho (mit Eduard Soto).

### Kino
Im Kino war Andreu Buenafuente in der Reihe der Torrente-Filme von Santiago Segura zu sehen. Außerdem hatte er eine Rolle in Lo mejor que le puede pasar a un cruasán.

### Internet
Gemeinsam mit Santi Millán hat Buenafuente im Jahr 2002 das Portal captura.org ins Leben gerufen, das spontane Digitalfotografien zeigt.

### Veröffentlichungen
Buenafuente hat für verschiedene Zeitungen gearbeitet, u. a. für El País, La Vanguardia und Marie Claire. Außerdem gibt es verschiedene Zusammenstellung seiner humoristischen Monologe in Buchform.

## Auszeichnungen
Mehrere Auszeichnung erhielt Buenafuente im Laufe seiner Karriere, unter anderem den Premio Ondas. Das Micrófono de Oro nahm er nicht an, da er gemeinsam mit dem rechtsliberalen Journalisten Federico Jiménez Losantos ausgezeichnet werden sollte.